# ریوجی ایتو (بازیکن فوتبال)
ریوجی ایتو (ژاپنی: 伊藤 竜司؛ زادهٔ ۲۳ ژوئیهٔ ۱۹۹۰) یک بازیکن فوتبال اهل ژاپن است.
از باشگاه‌هایی که در آن بازی کرده‌است می‌توان به باشگاه فوتبال یوکوهاما، باشگاه فوتبال ریوکیو، باشگاه فوتبال ماتسوموتو یاماگا و باشگاه فوتبال فوجی‌ئدا اشاره کرد.